# Pianosonate nr. 16 (Beethoven)
Pianosonate nr. 16 in G majeur, op. 31 nr. 1, is een pianosonate van Ludwig van Beethoven. Hij componeerde het stuk tussen 1801 en 1802. Het stuk duurt circa 22 minuten.

## Onderdelen
De sonate bestaat uit drie delen:
- I Allegro vivace
- II Adagio grazioso
- III Rondo: allegretto-presto

### Allegro vivace
Dit is het eerste deel van de sonate. Het lichte, elegante stuk staat in G majeur en heeft een 2/4 maat. Het stuk heeft een sonatevorm en heeft als tweede thema in de expositie een deel dat wisselt tussen B majeur en B minueur. Het duurt circa 5 minuten.

### Adagio grazioso
Dit is het tweede deel van de sonate. Dit stuk bevat lange pralltrillers, veel ornamentatie en gracieuze melodieën. Het staat in C majeur en heeft een 9/8 maat. Het duurt circa 11 minuten.

### Rondo: allegretto-presto
Dit is het derde en laatste deel van de sonate. Het is net zo licht en elegant als het eerste stuk, staat in G majeur en heeft een 2/2 maat. Het duurt circa 6 minuten.